# Sail Amsterdam

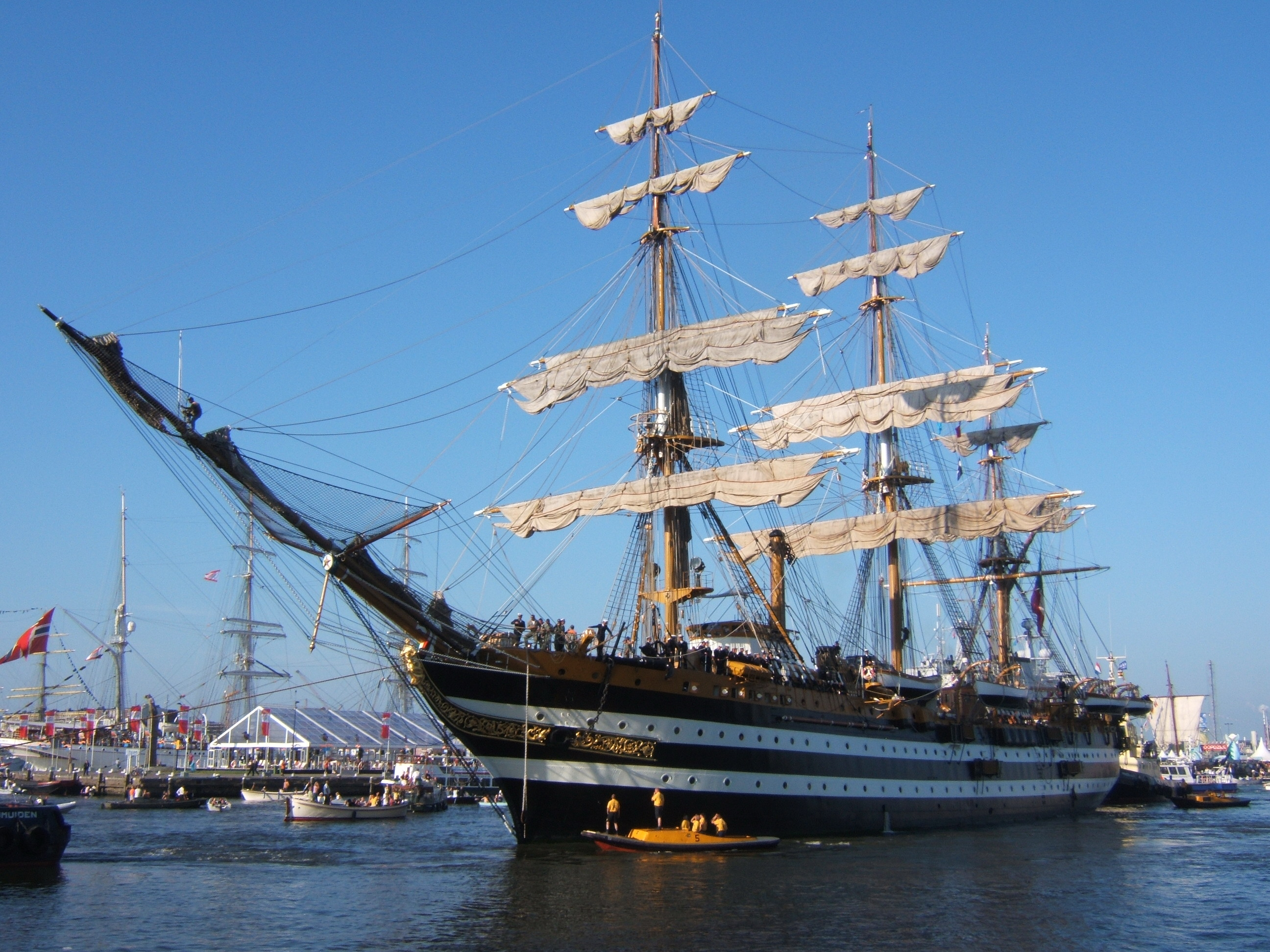
De Amerigo Vespucci op Sail 2005

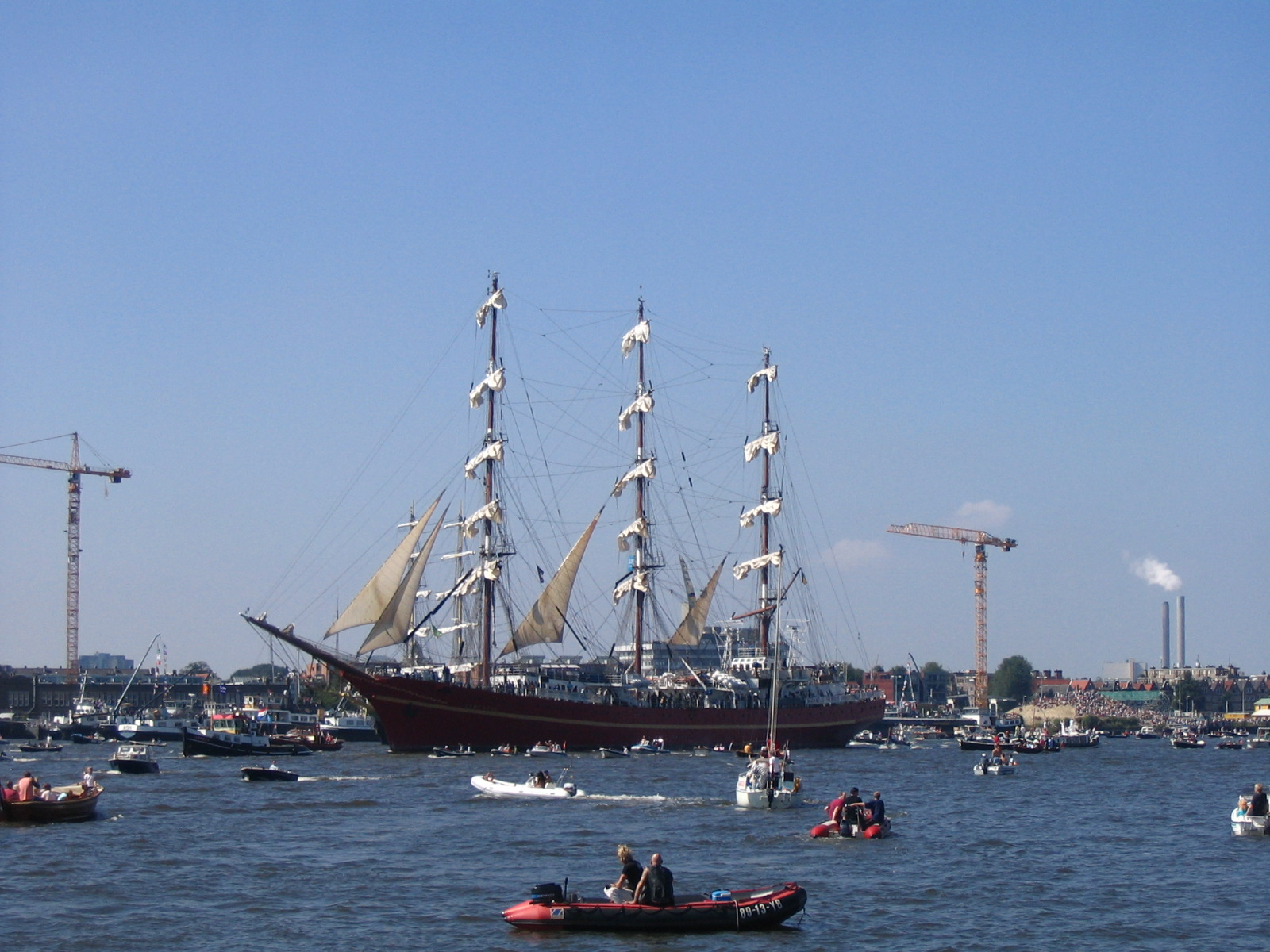
Drukte op het water tijdens de Sail-in van 2005

Sail Amsterdam is een vijfjaarlijks, meerdaags maritiem evenement in Amsterdam. Het is opgetuigd rondom een armada van monumentale zeezeilschepen, die na een parade door het Noordzeekanaal voor enkele dagen afmeert langs de kade van het IJ en in de grote IJ-havens.

## Geschiedenis
Het evenement werd voor het eerst gehouden in augustus 1975, bij de viering van het 700-jarig bestaan van Amsterdam, in zekere zin ter navolging van de in 1913 in gehouden Eerste Nederlandse Tentoonstelling op Scheepvaartgebied in Amsterdam, waar men ook de tentoongestelde schepen kon bezoeken. De gedachte was dat men zo de aandacht zou kunnen richten op de haven en de stad en er werden uit de hele wereld zeezeilschepen voor het evenement 'Sail Amsterdam 700' uitgenodigd.
Na het succes van Sail Amsterdam 700 werd in 1980 weer een Sail Amsterdam georganiseerd. Om de organisatie in goede banen te leiden is in 1977 de permanente organisatie Stichting Sail Amsterdam (SSA) opgericht. Sindsdien is het de SSA gelukt om bijna elke vijf jaar een manifestatie te realiseren.
In augustus 2015 vond de negende editie plaats. De eerstvolgende editie zou plaatsvinden van 12 tot 16 augustus 2020, maar deze werd op 21 april van dat jaar afgeblazen vanwege de  coronacrisis. De tiende editie staat nu gepland voor 20 tot 24 augustus 2025. Ook voor de stad en Sail zijn dat kroonjaren: 750 jaar Amsterdam en 50 jaar SAIL.
Tijdens SAIL zijn twee brugdelen van de Jan Schaeferbrug tijdelijk verwijderd zodat de tallships kunnen passeren. De brug is destijds dusdanig ontworpen zodat dit mogelijk was. De twee delen werden voor het eerst verwijderd tijdens de editie in 2005. 

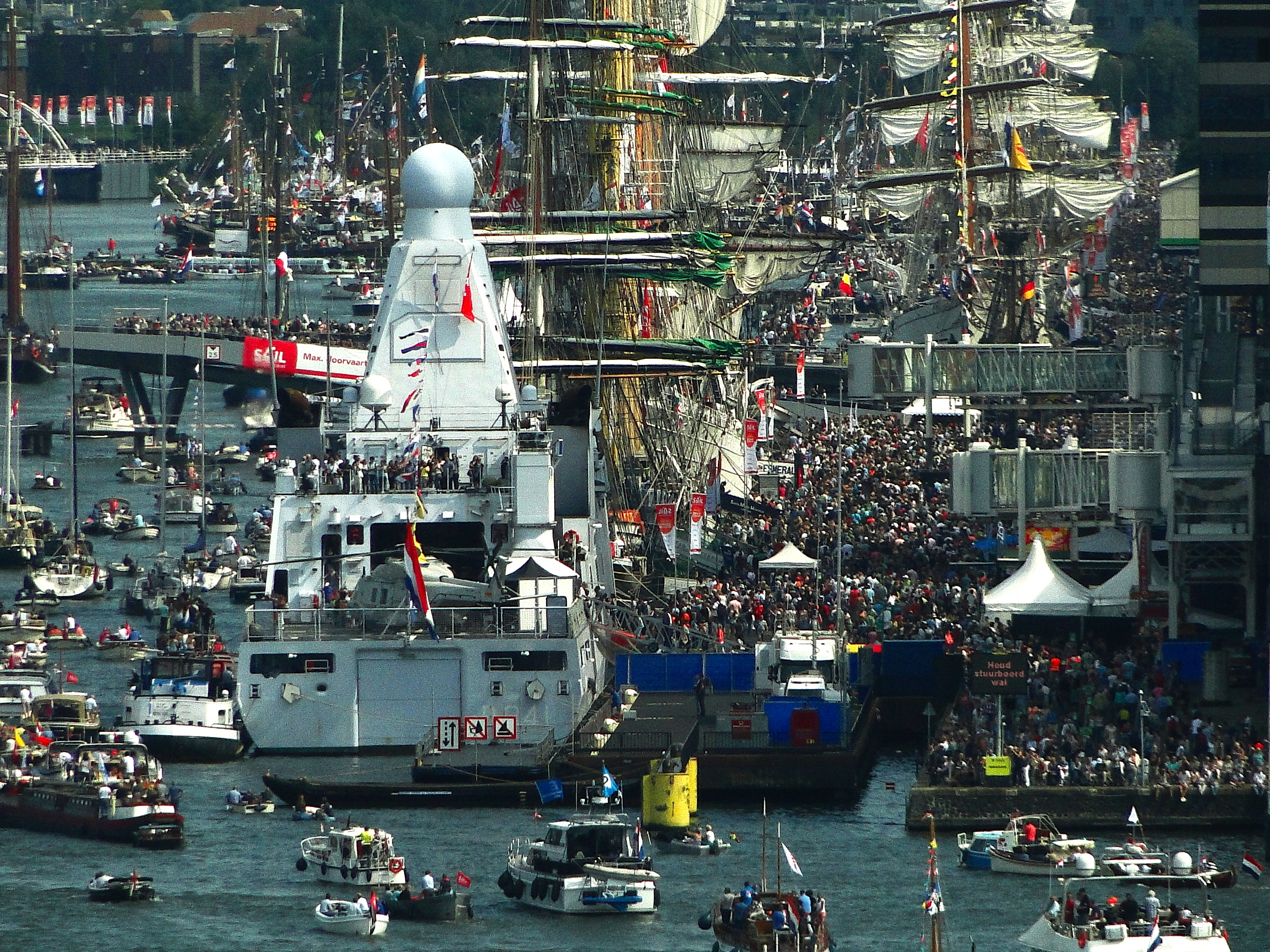
Bezoekers Veemkade

## Bezoekersaantallen
De eerste versie in 1975 werd volgens de organisatie bezocht door 700.000 mensen. In 1980 steeg dat getal naar 1 miljoen, in 1985 naar 1,4 miljoen en in 1990 volgens de organisatie naar 1,6 miljoen.
Bij Sail Amsterdam 1995 steeg het bezoekersaantal van het evenement van vier dagen volgens de organisatie naar een spectaculair record van maar liefst 4,5 miljoen bezoekers. Het aantal werd achteraf in de pers betwijfeld: ondanks de ongeveer 1,1 miljoen bezoekers per dag was het niet ongewoon druk in de stad en toonden  handelaren, kermisexploitanten en kraamhouders zich ontevreden over de omzet. Ook waren er geen filemeldingen rond Amsterdam en bleef de speciaal opengestelde parkeerplaats bij de RAI vrijwel leeg. In de krant werd voorgerekend dat alleen al het aantal bezoekende automobilisten meer dan 2000 kilometer file had moeten veroorzaken.
Bij Sail Amsterdam 2000 vestigde de organisatie opnieuw een record, maar nu met drie miljoen bezoekers. Dit record kon tot stand komen, omdat de organisatie het bezoekersaantal van 1995 naderhand had afgewaardeerd van 4,5 miljoen naar 2,4 miljoen. Ook het nieuwe record van drie miljoen werd openlijk in de krant betwijfeld. Op de website van Sail Amsterdam 2015 heeft de organisatie het bezoekersaantal van 1995 inmiddels verder afgewaardeerd tot 1,6 miljoen, en het bezoekersaantal van 2000 afgewaardeerd naar 2,4 miljoen.
Bij Sail Amsterdam 2005 was het aantal door de organisatie getelde bezoekers 2,6 miljoen.
Sail Amsterdam 2010 werd volgens de organisatie bezocht door 1,5 miljoen mensen, een derde van het oorspronkelijk door de organisatie gepresenteerde aantal van 1995. In de pers werd dit aantal als realistischer besproken.
De telling kwam deze keer tot stand met behulp van een methode waarbij men op strategische plekken het unieke bluetooth-signaal van de mobiele telefoons van de passerende bezoekers opving. Men ging daarbij uit van de aanname dat de uitkomst met zeven moest worden vermenigvuldigd, om ook de bezoekers zonder telefoon of zonder bluetooth-signaal mee te kunnen tellen.
Bij Sail Amsterdam 2015 had de organisatie het bezoekersaantal van 2010 achteraf toch weer opgewaardeerd tot 1,7 miljoen. Het Amsterdam Toerisme & Congres Bureau hield het in 2015 op 1,8 miljoen bezoekers voor 2010. De organisator liet op de radio weten dat een hoog bezoekersaantal op zich niet het streven was, maar dat men wel rekening hield met een bezoekersaantal van mogelijk 2 miljoen. Sail Amsterdam afficheerde zich in 2015 weer als het grootste publieksevenement van Nederland. De organisatie streefde samen met de gemeente naar een betere telling van het aantal bezoekers, mede in verband met de veiligheidsrisico's. Aan het einde van het evenement werd bekendgemaakt dat de editie van 2015 verdeeld over de vijf dagen ongeveer 2,3 miljoen bezoekers heeft gehad.
Sail Amsterdam 2020 ging niet door, in verband met de coronapandemie die dat jaar uitbrak. Met de nieuw aangekondigde maatregelen, inclusief een verbod op grote evenementen tot 1 september 2020, was het onmogelijk geworden om SAIL Amsterdam 2020 te organiseren. In afstemming met de Gemeente Amsterdam, Port of Amsterdam, Provincie Noord-Holland en andere betrokken partners werd de beslissing genomen om SAIL pas weer te organiseren in 2025.

### Populariteit
Uit een in 2016 uitgevoerd onderzoek bleek dat Sail Amsterdam het populairste evenement van Nederland was.

## Soortgelijke evenementen
- In Duitsland wordt sinds 1986 het enigszins vergelijkbare evenement Sail Bremerhaven gehouden. Dit evenement vindt sinds 1995 in hetzelfde jaar plaats als Sail Amsterdam, in de week ervoor of in de week erna, zodat de zeilschepen van de ene Sail naar de andere kunnen varen.
- In Delfzijl wordt sinds 1986 DelfSail gehouden.
- Sail Den Helder
- Small sail / Vlissingen Maritiem te Vlissingen, sinds 2007 eens per vijf jaar (Sail de Ruyter)

Tijdens de Olympische Zomerspelen 2012 in Londen werd de eerste editie van Sail Royal Greenwich gehouden.
Daarnaast is er de Tall Ships' Races, een wedstrijd waarbij grote zeilschepen meerdere havens aan doen. Het verblijf per haven is drie à vier dagen.